# 波島
波島（なみしま）とは、宮崎県宮崎市内の地名。東大宮地域自治区に属している。郵便番号は880-0826。2023年現在、波島1丁目-2丁目が設置され、住居表示実施地域である。

## 地理
宮崎市の中東部、東大宮地域自治区に属する。大淀川左岸の丘陵地にあたる。沖縄県や鹿児島県奄美群島からの移住者が中心となって形成された地域であり、「リトル沖縄」ともいわれる。
東を阿波岐原町、西を大島町と接する。波島2丁目の北東方に山崎町の飛び地がある。

## 地名の由来
旧大宮村の「大島町」と旧檍村の「阿波岐原町」の合成地名である。町域のうち、1丁目内に1区・2区、2丁目内に3区・4区の自治会を配する。

## 歴史
- 1924年 - 宮崎市制により、旧大宮村域に大字大島が成立。
- 1927年 - 大字大島が大島町となる。
- 1932年 - 檍村が宮崎市に編入。宮崎市大字江田が成立。
- 1933年 - 大字江田が阿波岐原町に改称。
- 1978年 - 阿波岐原町、大島町の一部をもって波島1丁目 - 2丁目が成立。

## 世帯数と人口
2023年（令和5年）9月1日現在の世帯数と人口は以下の通りである。
| 町丁      | 世帯数  | 人口   |
| --------- | ------- | ------ |
| 波島1丁目 | 609世帯 | 1209人 |
| 波島2丁目 | 602世帯 | 1105人 |

## 小・中学校の学区
市立小・中学校に通う場合、学区は以下の通りとなる。
| 町名 | 小学校               | 中学校               |
| ---- | -------------------- | -------------------- |
| 波島 | 宮崎市立宮崎東小学校 | 宮崎市立東大宮中学校 |

## 交通

### バス
宮交グループの運営するバスが営業している。

## 施設
- 宮崎波島郵便局
- 宮崎北警察署波島駐在所